# Germoplasma
El germoplasma és el conjunt de gens que es transmet per la reproducció a la descendència per mitjà de gàmetes o cèl·lules reproductores. El concepte de germoplasma s'utilitza comunament per designar a la diversitat genètica de les espècies vegetals silvestres i conreades d'interès per a l'agricultura i, en aquest cas, s'assimila al concepte de recurs genètic.
Amb la finalitat de conservar-ho en qualsevol de les seves formes reproductives (llavors, esqueixos, tubercles, etc.) s'han establert al món els anomenats bancs de germoplasmes: la seva missió consisteix a situar, recol·lectar, conservar i caracteritzar el plasma germinal de les plantes que, pels seus atributs són considerades d'interès prioritari per a benefici de la humanitat, a més d'aportar coneixement científic orientat a l'optimització de la conservació i ús dels recursos fitogenètics.